# Данилівка (Берегівський район)
Дани́лівка — село в Україні, у Закарпатській області, Берегівському районі. Колишня назва — Даніловка.
Село заснували переселенці з Міжгірського та Хустського районів у 1930-х роках і певний час ще зберігалася система хуторів.
Церква Св. Трійці. 1935.
Церква Св. Трійці. 1935.
Перше місце для моління влаштували у пристосованому будинку на полі Баняш, а поки мурували церкву, молилися у будинку Кеміня.
Муровану церкву, що має форму невеликої базиліки з різновисоким двосхилим дахом над навою та нижчою і вужчою вівтарною частиною, збудували майстри з Вишкова. При вході згодом добудували закритий ґанок.
Ділянку під будівництво виділив із своєї землі Микола Білан. Організували і вели будівництво місцеві люди Михайло Сабов, Степан Іваниш, Михайло Вакаров, Іван Михальчик. Верх клали майстри з Колочави Дмитро Іваниш (Олексюк) та майстер на ім'я Пилип. Степан Іваниш та Максим Сасин привезли дзвони, як розповідають, із Руської Мокрої. Першим священиком став о. Юрій Бедзір, що відбув за радянської влади 8 років ув'язнення, а його син Леонтій намалював ікони.
Останнє малювання інтер'єру здійснив Василь Якубець.
Є й маленька школа, збудована ще «за чехів».

## Населення
Згідно з переписом УРСР 1989 року чисельність наявного населення села становила 503 особи, з яких 236 чоловіків та 267 жінок.
За переписом населення України 2001 року в селі мешкало 489 осіб.

### Мова
Розподіл населення за рідною мовою за даними перепису 2001 року:
| Мова       | Відсоток |
| ---------- | -------- |
| українська | 95,13 %  |
| угорська   | 3,45 %   |
| російська  | 1,22 %   |
| інші       | 0,20 %   |

## Уродженці
- Михайло Куцин — видатний військовослужбовець-танкіст, генерал-лейтенант, начальник Генерального штабу — Головнокомандувач Збройних Сил України (з 2014)

## Туристичні місця
- храм Св. Трійці. 1935.
- канал Серне